# 정선종합경기장
정선종합경기장(旌善綜合競技場, Jeongseon Stadium)은 대한민국 강원특별자치도 정선군에 있는 스포츠 시설이다. 천연잔디 필드와 몬도트랙이 갖춰져 있는 경기장이며, 2011년 6월에 준공되었다.

## 참고 문헌
- “정선생활체육공원”. 정선군시설관리공단.
- 《2019년 전국 공공체육시설 현황 (2018년말 기준)》. 대한민국 문화체육관광부. 2020.
- 《2023 전국 공공체육시설 현황 (2022년 12월말 기준)》. 대한민국 문화체육관광부. 2024.

## 같이 보기
- 정선종합경기장 보조경기장